# Länsväg 141
De Zweedse weg 141 (Zweeds: Länsväg 141) is een provinciale weg in de provincie Gotlands län in Zweden en is circa 22 kilometer lang. De weg ligt op het eiland Gotland.

## Plaatsen langs de weg
- Klintehamn
- Hemse

## Knooppunten
- Länsväg 140 bij Klintehamn (begin)
- Länsväg 142 bij Hemse (einde)